# Seznam ruských a sovětských torpédoborců
Seznam ruských torpédoborců obsahuje torpédoborce ruského carského, sovětského a ruského námořnictva.

### Ruské carské námořnictvo
- Sokol
- Třída Krečet – 26 ks
- Som
- Třída Kit – 4 ks

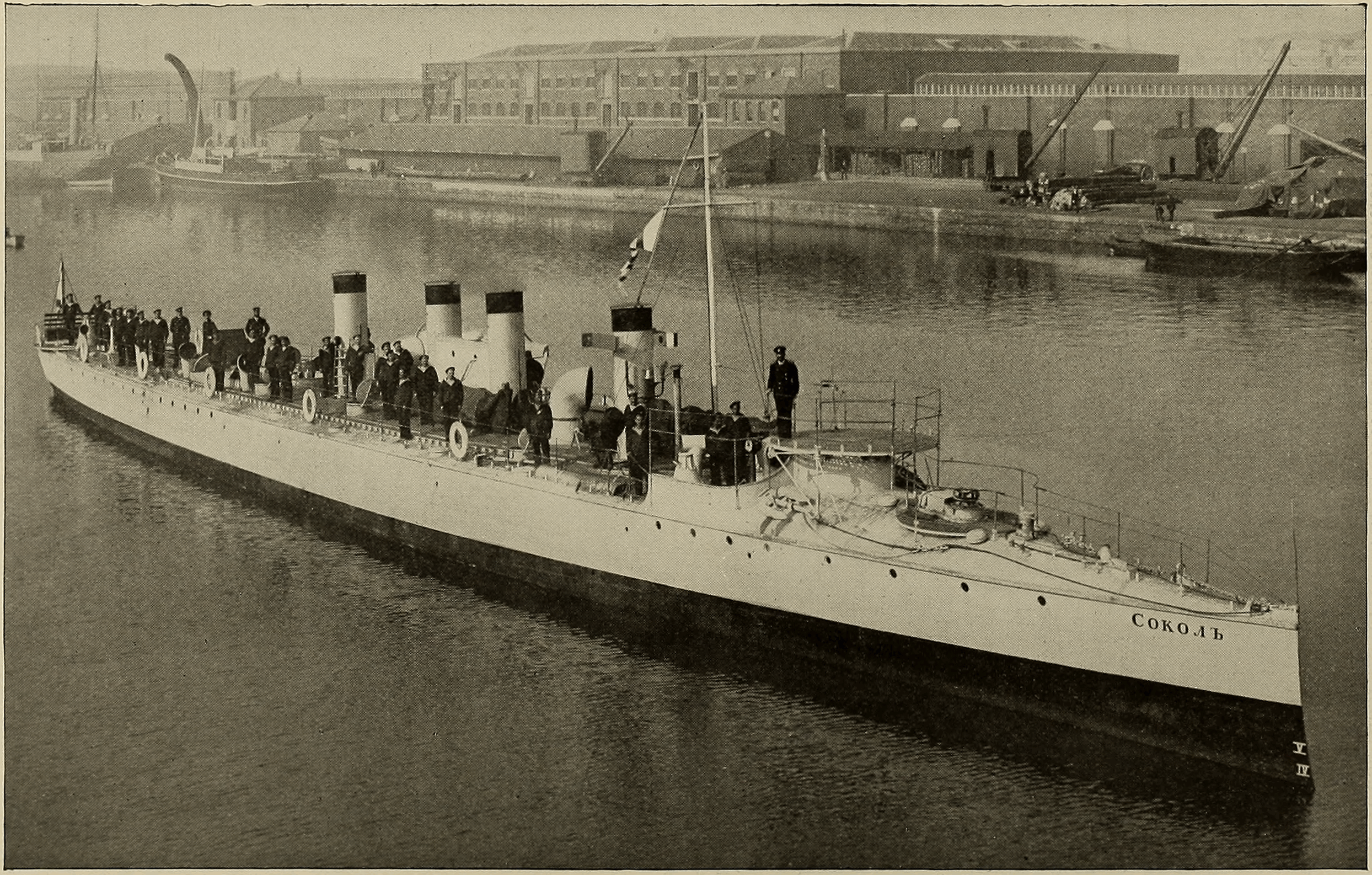
První ruský torpédoborec Sokol

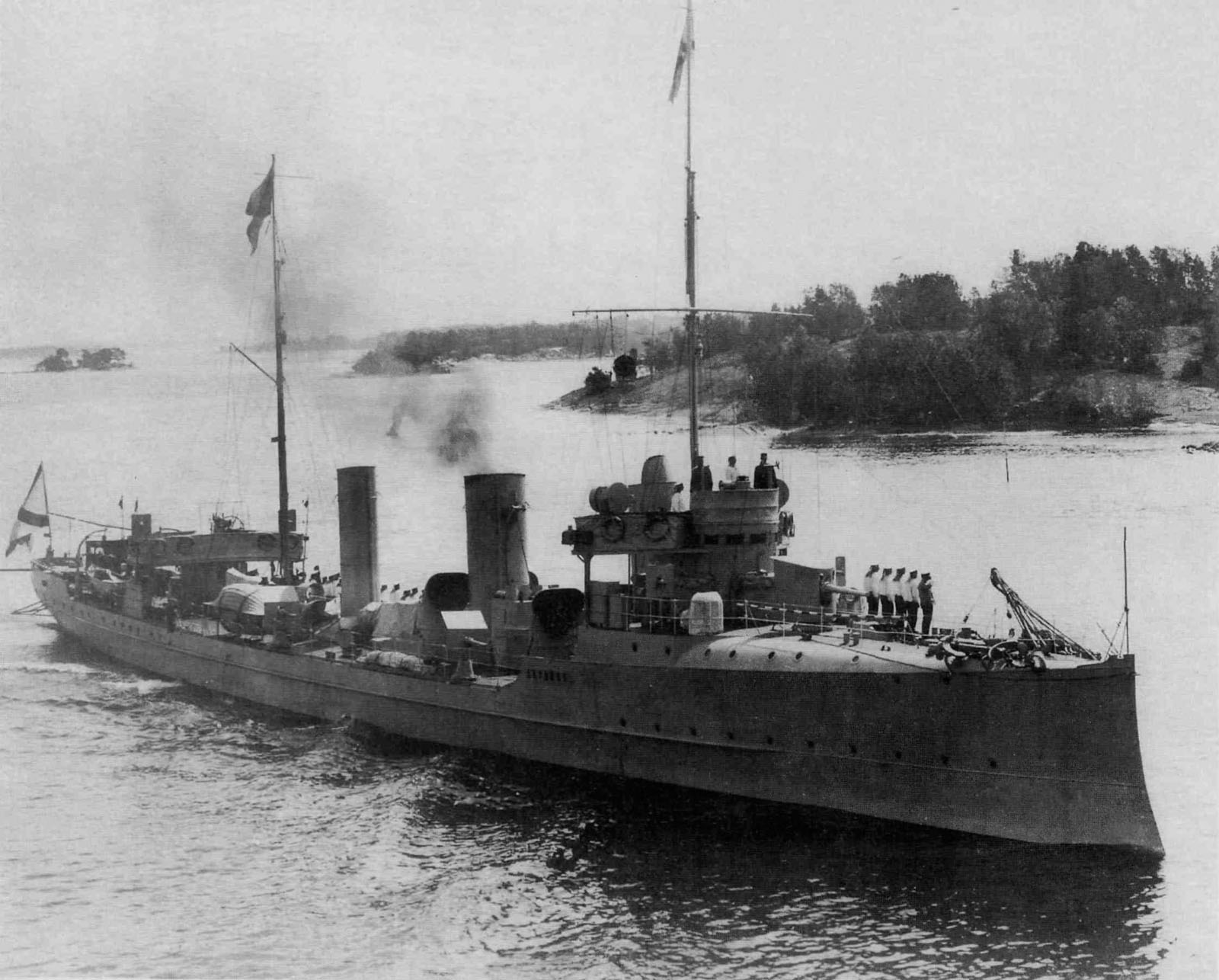
Ukraina

- Lejtěnant Burakov (ex Chaj-chua) – kořistní čínský torpédoborec třídy Chaj-lung
- Třída Vnimatělnyj – 5 ks
- Třída Bojkij – 22 ks
- Třída Tverdyj – 5 ks
- Třída Lovkij – 11 ks
- Třída Bditělnyj – 10 ks
- Třída Storoževoj – 8 ks
- Třída Ukraina – 8 ks
- Třída Emir Bucharskij – 4 ks
- Třída Gajdamak – 4 ks
- Třída Geněral Kondratěnko – 4 ks
- Třída Lejtěnant Šesťakov – 4 ks

- Novik
- Třída Bespokojnyj – 9 ks

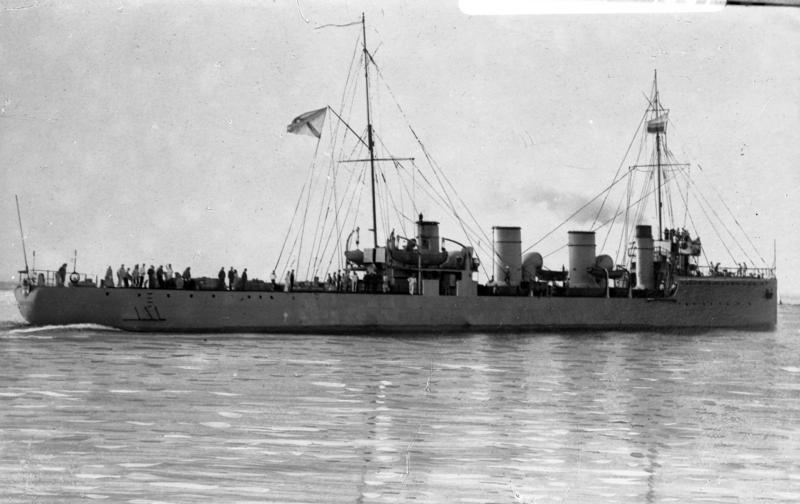
Novik

- Třída Lejtěnant Ilin – 5 ks, 3 nedostavěny
- Třída Orfej – 8 ks
- Třída Gavril – 3 ks, 3 nedostavěny
- Třída Izjaslav – 3 ks, 2 nedostavěny
- Třída Kerč – 7 ks, 1 nedostavěn
- Třída Gogland – 9 ks, stavba zrušena

### Sovětské námořnictvo
- Třída Gněvnyj (Typ 7) – 28 ks
- Třída Storoževoj (Typ 7U) – 19 ks
- Opytnyj (Projekt 45)

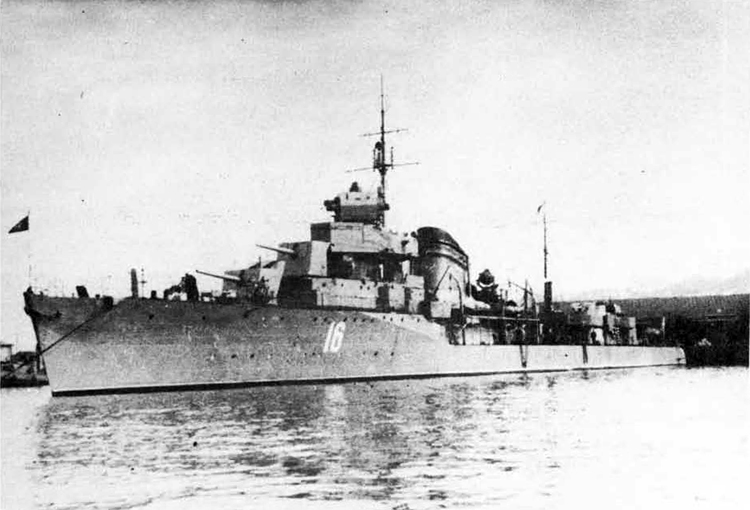
Torpédoborec Bojkij (typ 7)

- Projekt 30 (třída Ogněvoj) – 11 ks
- Projekt 30bis (třída Skoryj) – 70 ks

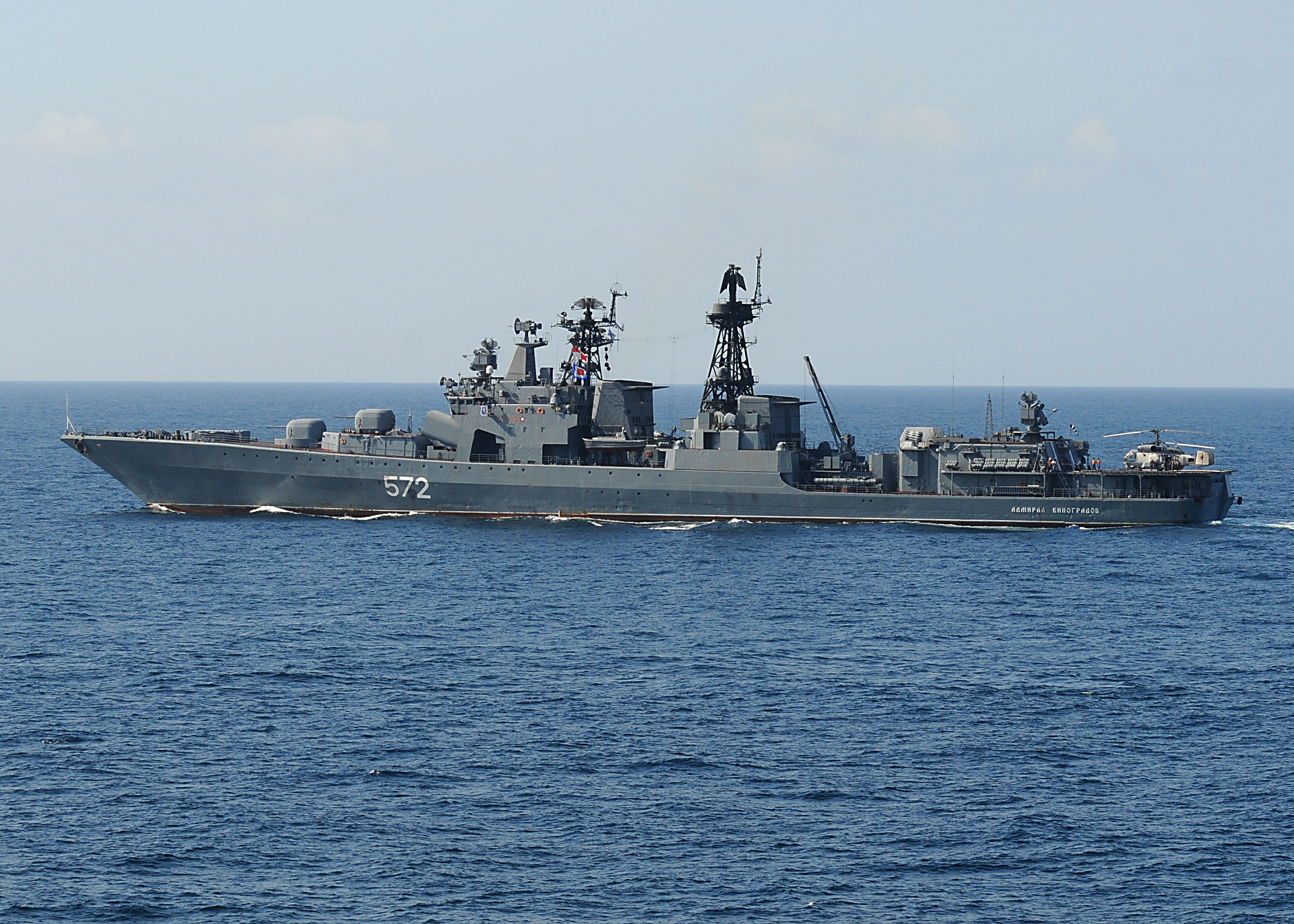
Torpédoborec Admiral Vinogradov (projekt 1155)

- Projekt 41 (třída Něustrašimij) – 1 ks
- Projekt 56 (třída Kotlin) – 27 ks
- Projekt 56M (třída Kildin) – 4 ks
- Projekt 57 (třída Krupnyj) – 8 ks
- Projekt 61 (třída Kashin) – 20 ks
- Projekt 956 (třída Sovremennyj) – 21 ks
- Projekt 1155 (třída Udaloj) – 13 ks